# Altes Forstamt (Eppingen)

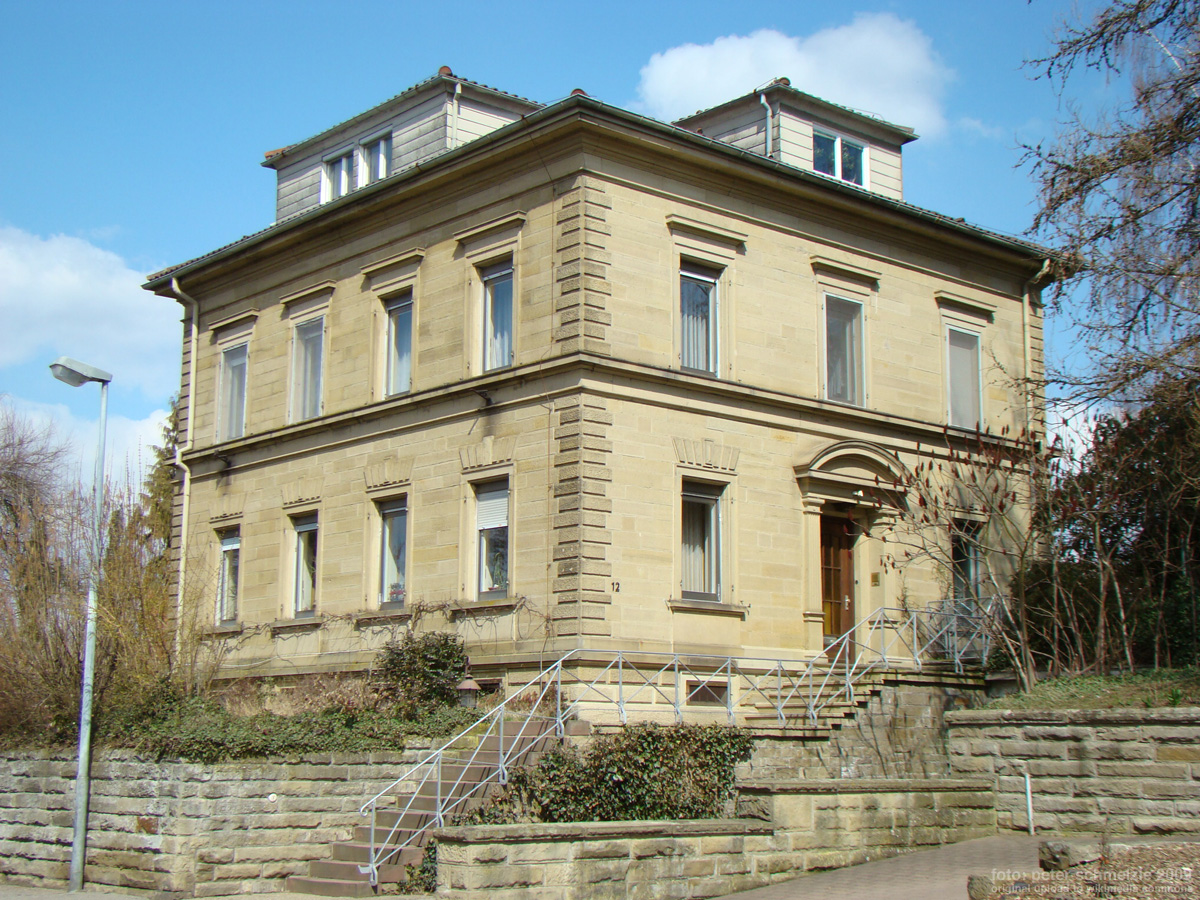
Altes Forstamt (Villa E.Zorn)

Das Alte Forstamt (heute Villa E. Zorn) an der Kaiserstr. 12 in Eppingen wurde 1886 nach Plänen des Karlsruher Architekten Ludwig Diemer im Stil der Neorenaissance erbaut.